# Елизаветинский (Курская область)
Елизаве́тинский — хутор в Хомутовском районе Курской области России. Входит в состав городского поселения посёлок Хомутовка.

## География
Хутор находится в западной части Курской области, в лесостепной зоне, в пределах Среднерусской возвышенности, к востоку от автодороги 38К-040, на расстоянии приблизительно 2 км (по прямой) к югу от Хомутовки, административного центра района. Абсолютная высота — 198 м над уровнем моря.

### Климат
Климат характеризуется как умеренно континентальный. Среднегодовая температура — 5,2 °C. Средняя температура воздуха самого холодного месяца (января) составляет −9,3 °C (абсолютный минимум — −37 °С); самого тёплого месяца (июля) — 18,8 °C (абсолютный максимум — 41 °С). Годовое количество атмосферных осадков — 620 мм, из которых более 60 % приходится на тёплый период года. Снежный покров держится в течение 130—145 дней.

### Часовой пояс
Хутор Елизаветинский, как и вся Курская область, находится в часовой зоне МСК (московское время). Смещение применяемого времени относительно UTC составляет +3:00.

## Население
| 2002 | 2010 | 2014 | 2016 | 2017 | 2018 | 2019 |
| ---- | ---- | ---- | ---- | ---- | ---- | ---- |
| 67   | ↘24  | ↘15  | ↘7   | ↗8   | →8   | ↘6   |
| 2020 | 2021 |      |      |      |      |      |
| →6   | ↘4   |      |      |      |      |      |

### Половой состав
По данным Всероссийской переписи населения 2010 года, в половой структуре населения мужчины составляли 41,7 %, женщины — соответственно 58,3 %.

### Национальный состав
Согласно результатам переписи 2002 года, в национальной структуре населения русские составляли 93 %.